# Ibex (banda)
Ibex va ser una banda de música rock de directes curts de Liverpool el 1969. És principalment coneguda per haver dins de la formació Freddie Mercury (aleshores conegut com a Freddie Bulsara), més tard membre del famós grup Queen. Els altres membres de la banda eren Mike Bersin a la guitarra, Mick Smith a les bateries i John 'Tupp' Taylor (més tard mànager de Jim Capaldi) als baix. A l'octubre de 1969, la banda va canviar el seu nom per Wreckage però va dissoldre's al novembre d'aquell mateix any.
El 9 de setembre de 1969, la banda va actuar a The Sink Liverpool, el qual va incloure un bis amb membres dels futurs companys de Queen Brian Mayy i Roger Taylor. Aquesta va ser la seva primera actuació amb directe junts.
Després d'Ibex, Mercury va actuar a Sour Milk Sea, abans d'unir-se a Smile juntament amb Taylor i May després que el baixista i cantant Tim Staffell abandonés la banda.
A Wreckage una demo anomenada  "Verd" i la versió de Ibex en directe de la cançó "Rain" de The Beatles apareixerien més tard a la caixa pòstuma de Mercury el 2000. Existeixen enregistraments en directe de "Crossroads", "Comunication Breakdown", "Jailhouse Rock", i "We're Going Wrong", però mai han estat oficialment publicades.
La banda es va reformar l'any 2005 per tocar per la convenció del Club de Fans Oficial de Queen amb un tribut a Harry Hamilton de "Flash Harry" que va agafar el lloc de Freddie com a cantant. Van repetir la formació al concert al Royal Albert Hall el 2004.